# Shōhei Takeda
Shōhei Takeda (jap. 武田 将平, Takeda Shōhei; * 4. April 1994 in der Präfektur Kanagawa) ist ein japanischer Fußballspieler.

## Karriere
Shōhei Takeda erlernte das Fußballspielen in der Jugendmannschaft des Little Jumbo SC, in den Schulmannschaften der Isehara Municipal Jr. High School und der Ryutsu Keizai University Kashiwa High School sowie in der Universitätsmannschaft der Universität Kanagawa. Von Februar 2016 bis Januar 2017 wurde er an Fagiano Okayama ausgeliehen. Nach Ende der Ausleihe wurde er von Fagiano Anfang 2017 fest verpflichtet. Der Verein aus Okayama, einer Hafenstadt in der Präfektur Okayama auf Honshū, der Hauptinsel Japans, spielte in der zweithöchsten Liga des Landes, der J2 League. Anfang 2020 wurde er an den Ligakonkurrenten Ventforet Kofu nach Kōfu ausgeliehen. Für Ventforet stand er 34-mal in der zweiten Liga auf dem Spielfeld. Nach Vertragsende bei Fagiano wechselte er im Januar 2021 zum Zweitligisten Kyōto Sanga. Mit dem Verein aus Kyōto feierte er Ende 2021 die Vizemeisterschaft und den Aufstieg in die erste Liga.

## Erfolge
Kyoto Sanga FC
- Japanischer Zweitligavizemeister: 2021  ▲